# أولغا كازاريز بيرسون
أولغا كازاريز بيرسون (بالإسبانية: Olga Casares Pearson)‏ هي ممثلة أرجنتينية، ولدت في 1896 في إيطاليا، وتوفيت في 1980 في الأرجنتين.

## وصلات خارجية
- أولغا كازاريز بيرسون على موقع IMDb (الإنجليزية)
- أولغا كازاريز بيرسون على موقع قاعدة بيانات الفيلم (الإنجليزية)